# Taw
La taw és la vint-i-dosena i última lletra de molts abjads (alfabets) semítics, incloent taw 𐤕 en fenici, ṯaw ܬ en siríac, tav ת en hebreu, tā ت en àrab i täwe ተ en amhàric.
La taw està present en Unicode com a U+05EA ת hebrew letter tav.

En fonètica la taw representa el so /t/. En hebreu israelià parlat, siríac i fenici aquest so al principi del mot es pronuncia com a /t/, en canvi quant aquesta lletra es troba al mig o final del mot es pronuncia com a /θ/, excepte l'hebreu israelià modern, on la lletra taw només té el fonema /t/. 

## Origen
El nom d'aquesta lletra (taw) vol dir «marca» o «senyal». La lletra fenícia 𐤕 (taw) deriva del jeroglífic egipci "marca". La lletra fenícia taw 𐤕 va donar lloc a la tau (Τ) grega, la T llatina i la Т ciríl·lica.
| egipci | protosinaític | fenici |
| ------ | ------------- | ------ |
| 𓏴      |               | 𐤕      |

## Alfabet àrab
En alfabet àrab la lletra ت es diu تّاء, tāʾ ['taːʔ]. És la tercera lletra de l'alfabet àrab (vint-i-dosena, amb un valor numèric de 400 en l'ordre abjadí). És una lletra solar. Prové, per via dels alfabets nabateu i arameu, de la lletra fenícia taw.
| fenici | arameu | siríac | nabateu | àrab |
| ------ | ------ | ------ | ------- | ---- |
| 𐤕      | 𐡕      | ܬ      |         | ت    |

Representa el so consonàntic /t/.
En la notació matemàtica moderna, té la mateixa utilitat que la {\displaystyle i} a occident per a representar {\displaystyle {\sqrt {-1}}}.
| Aïllada | Final | Medial | Inicial |
| ت       | ـت    | ـتـ    | تـ      |

La tā es lliga a la següent lletra de la paraula. També amb la precedent, sempre que aquesta no sigui àlif, dāl, ḏāl, rā, zāy o wāw, que mai no es lliguen a la lletra posterior.

### Representació, transcripció i transliteració
A la Viquipèdia existeix una proposta de directriu, vegeu-la per a les diferents maneres de transcriure i transliterar tāʾ.
Al SATTS i l'alfabet de xat àrab, es fa servir T.
A la representació Unicode, tāʾ ocupa el punt U+062A amb el nom ARABIC LETTER TEH.
A la codificació ISO 8859-6, el punt 0xca.
Com a entitat HTML, es codifica com a &#1578;

### Variants

#### La tāʾ marbūṭa
És la forma que adopta la tāʾ quan es fa servir com a morfema del femení. S'escriu com una hāʾ (ه), però conserva els dos punts (i, quan no és muda, la pronunciació) de la tāʾ: ة.

#### Altres alfabets
L'alfabet jawi, usat per a escriure el malai, usa una tāʾ amb un punt addicional per a representar el so /ts/: ث. Aquest mateix signe, coincident amb el de la ṯāʾ de l'alfabet bàsic àrab, representa el so /s/ en urdú.
En urdú també s'usa una tāʾ que en comptes de punts porta el signe de la tāʾ com a diacrític per a representar el so retroflex /ʈ/: ٹ.
També representa un so retroflex però aspirat, /ʈʰ/, en sindhi, sent els dos punts en vertical la variació en aquest cas: ﭞ.
El xiao'erjing usa una tāʾ de quatre punts a sobre ٿ, per a representar diversos sons depenent la llengua que s'hi transcrigui.
La ṯāʾ, ث, forma part de l'alfabet àrab bàsic però es podria considerar, tant en forma com en nom, una variant de la tāʾ, ja que és una de les sis lletres afegides a part de les vint-i-dues heretades de l'alfabet fenici.

## Alfabet hebreu
En hebreu s'escriu com a ת, nom complet en hebreu és תָו i transcrit com Tav o Tau.
| Variants | Variants   | Variants |
| Quadrada | Manuscrita | Raixí    |
| -------- | ---------- | -------- |
| ת        | Manuscrita | Raixí    |

La lletra ת o tav és la vint-i-dosena i última lletra de l'alfabet hebreu. Pren el valor numèric de 400. Prové, per via de l'alfabet arameu de la lletra fenícia taw. La tav és una de les sis lletres (בגדכפת, anomenades begadkefat) que poden portar dagueix suau. El seu nom ve de la paraula que significa "porta" (גמל).
Aquesta lletra representa dos fonemes diferents: quant la tav es troba al principi del mot, es pronuncia com a /t/ (tav); en canvi quant aquesta lletra està al mig o final del mot, es pronuncia com a /θ/ (θav), tot i que en hebreu israelià modern aquesta oposició ja no es dona, quedant [t] com a únic fonema per a aquest grafema. Els dos es distingeixen per un punt (anomenat dagueix), que es posa al centre de la lletra pel so /t/ i pel so /θ/ no es posa.

### Variacions en forma/pronunciació
| Nom | Símbol | AFI | Transliteració | Exemple             |
| --- | ------ | --- | -------------- | ------------------- |
| Θav | ת      | /θ/ | θ              | cazar (en castellà) |
| Tav | תּ      | /t/ | t              | tothom              |

#### Tav amb el dagueix
Quan la tav té un "punt" en el seu centre, conegut com a dagueix, aquesta lletra representa el so /t/. Hi ha diverses regles de la gramàtica hebrea que estipulen quan i per què es fa servir un dagueix.

#### Tav sense el dagueix (θav)
Quant aquesta lletra apareix com a ת sense el dagueix ("punt") en el centre llavors representa la fricativa dental sorda: /θ/. En hebreu israelià modern, com ja s'ha dit, aquesta lletra únicament es pronuncia com a /t/.

### Simbolisme
Símbol de perfecció i veritat. Les lletres xin i tav són veïnes properes de l'àlef-bet, ja que la xin està per falsedat i la tav per veritat. La naturalesa de la veritat està al final. Veritat és vida, ja que no hi ha "petita falsedat", fins i tot una petita porció d'ella converteix la veritat en mentida. La veritat és el segell de Déu, la veritat no deixa mai d'existir. La permanència de la veritat en la història de la Creació es basa en el fet que la Torà comença amb bet. Tav denota el destí final de l'home, ja que la perfecció no és només un atribut de Déu, l'home ha de buscar-la. La seva forma deriva d'una reix i una vav invertida. Com l'última lletra de l'alfabet hebreu comprèn també el significat de final o totalitat.

## Alfabet siríac
| Madnḫaya | Serṭo | Esṭrangela | Unicode |
| -------- | ----- | ---------- | ------- |
|          |       |            | ܬ       |
| Taw      | Taw   | Taw        | Ṯaw     |

En alfabet siríac, la vint-i-dosena i última lletra és ܬ (en siríac clàssic: ܬܘ - ṯaw). El valor numèric de la ṯaw és 400. És una de les sis lletres que representen dos sons associats (les altres lletres són Bet, Guímel, Dàlet, Caf i Pe). Prové, per via de l'alfabet arameu de la lletra fenícia taw.

### Fonètica
| Al principi del mot | Al final o al mig del mot |
| ------------------- | ------------------------- |
| T                   | Θ                         |

Quant la ṯaw està al principi del mot, o quant està al mig del mot però després d'una consonant, es pronuncia com a /t/. En canvi quant està al mig o al final del mot, o va després d'una vocal es pronuncia com a /θ/.

## Alfabet amhàric
En alfabet amhàric aquesta lletra es diu ታው (täwe). És la desena lletra de l'alfabet amhàric. De la lletra ተ (täwe) prové la lletra ቸ (ca). El seu valor numèric és 400. Nähas prové, per via de l'alfabet sud-aràbic del jeroglífic egipci Z9.
| Z9 | Teh | Täwe | Ca |
| -- | --- | ---- | -- |
| 𓏴  | 𐩩   | ተ    | ቸ  |

Täwe representa el so /t/.
Ca representa el so /tʃ/.

### Ús
L'alfabet amhàric és una abugida on cada símbol correspon a una combinació vocal + consonant, és a dir, hi ha un símbol bàsic al qual s'afegeixen símbols per marcar la vocal. Les modificacions de la ተ (täwe) i ቸ (ca) són les següents:
| tä [tə] | tu | ti | ta | te | tə [tɨ], ∅ | to | tʷa |
| ------- | -- | -- | -- | -- | ---------- | -- | --- |
| ተ       | ቱ  | ቲ  | ታ  | ቴ  | ት          | ቶ  | ቷ   |

| tʃä [tʃə] | tʃu | tʃi | tʃa | tʃe | tʃə [tʃɨ], ∅ | tʃo | tʃʷa |
| --------- | --- | --- | --- | --- | ------------ | --- | ---- |
| ቸ         | ቹ   | ቺ   | ቻ   | ቼ   | ች            | ቾ   | ቿ    |

## En altres alfabets
| Arameu     | Siríac  | Samarità | Ugarític | Fenici |
| ---------- | ------- | -------- | -------- | ------ |
| 𐡕          | ܬ       | ࠕ        | 𐎙        | 𐤕      |
| Sud-aràbic | Amhàric | Àrab     | Hebreu   |        |
| 𐩩          | ተ       | ت        | ת        |        |